# Arteria maseterina
La arteria maseterina es una arteria que se origina como rama colateral descendente de la arteria maxilar interna. No presenta ramas.

## Trayecto y distribución
Pasa por la escotadura sigmoidea, llega a la cara profunda del músculo masetero y se distribuye por él, constituyendo la arteria principal.